# 賈勝楓
賈勝楓是香港新晉導演，其首部長篇作品為由鄭秀文及陸駿光主演的《流水落花》。

## 個人簡歷
畢業於香港科技大學化學系，後擔任文化版記者及旅遊記者等。隨著網絡的短片的興起而成立工作室，並拍攝多套短片或紀錄片。於2020年製作的《流水落花》獲選為香港電影發展局第六屆「首部劇情電影計劃」五部作品之一，並於同年五月獲800萬港幣的資助。《流水落花》以寄養家庭為背景，講述經歷喪子之痛的天美姨姨（鄭秀文飾）擔任寄養家庭的故事，其創作靈感來自其個人的家庭生活。
《流水落花》的編劇羅金翡為其配偶，育有一名女兒。

## 編導作品

### 長篇電影
- 2022年 劇情片《流水落花》（ Lost Love）（導演、編劇）（主演：鄭秀文、陸駿光、談善言）（發行商：環球影業(香港)、寰亞電影）
- 籌拍中 劇情片《未定名電影》（導演、編劇）（主演：蔡卓妍、鍾欣潼、容祖兒、劉瀟文、劉瀠文）（發行商：環球影業(香港)、英皇電影）

### 短篇電影
- 2019年 劇情片《飛往父親的鳥》（ A Bird Goes By）（導演、編劇、監製）
- 2019年 劇情片《鸡蛋仔》（Gai Dan Chai）（導演、編劇）

## 外部連結
- 賈勝楓在香港影庫上的簡介
- 賈勝楓在互联网电影资料库（IMDb）上的資料（英文）